# 英國暗物質合作計畫
英國暗物質合作計畫（U.K. Dark Matter Collaboration，簡稱：UKDMC）
，是一個尋找大質量弱交互作用粒子（Weakly interacting massive particles，簡稱：WIMP）的實驗。
此團隊包含了來自英国的粒子物理學家與天文學家，其目標是偵測宇宙中暗物質的稀有散射事件。
該實驗的粒子探測器設置於位於英國約克郡的伯比礦坑（Boulby mine）地下約1100公尺處。
這個合作計畫始於1987年，許多主要成員來自極富盛名的研究機構，包括：倫敦帝國學院、拉塞福-阿普爾頓研究所（拉塞福－阿普頓實驗室）、雪菲爾大學。計畫的資金則是由粒子物理學和天文學研究委員會（PPARC）所提供。地下實驗室運作至2003年4月18日，整個計畫終止於2007年。
之後研究團隊與學者轉往相關的研究計畫，如：ZEPLIN-III、DRIFT-II。

## 外部連結
- UKDMC 官方網頁